# Mort d'un pantin
Mort d'un pantin (en anglais Death of a Hollow Man, dans l'édition originale britannique) est un roman policier de Caroline Graham, initialement publié en 1989.
C'est le deuxième roman mettant en scène le personnage de l'inspecteur principal Tom Barnaby.

## Éditions
- Royaume-Uni : Death of a Hollow Man, Century (imprint de Random House), Londres, 1989, 272 p.,  (ISBN 0-7126-2911-4).
- États-Unis : Death of a Hollow Man, éditions Morrow, New York, 1989, 268 p.,  (ISBN 0-688-09116-4).
- France : Mort d'un pantin (traduction de Thierry Sandaldjian), éditions Albin Michel, coll. « Spécial Police », Paris, 1992, 334 p.,  (ISBN 2-226-05714-5).

## Adaptation télévisée
Le roman a fait l'objet, en 1998, d'une adaptation télévisée, dans un téléfilm du même titre, réalisé par Jeremy Silberston sur un scénario de Caroline Graham elle-même, avec John Nettles dans le rôle de l'inspecteur Barnaby, cet épisode constituant le 3e de la série Inspecteur Barnaby, dont les cinq premiers épisodes ont adapté des romans de Caroline Graham, tandis que tous les épisodes suivants (61, en 2009) sont basés sur des scénarios originaux.